# Centreville (Michigan)
Centreville è un villaggio degli Stati Uniti d'America, situato nello Stato del Michigan, nella contea di St. Joseph, della quale è il capoluogo.